# Sofía Eriksdotter de Dinamarca
Sofía Eriksdotter (fallecida en Dinamarca en 1286) fue una princesa danesa, hija mayor del rey Erik Plogpenning y de Juta de Sajonia. Se convirtió en reina de Suecia al contraer matrimonio en 1260 con el rey Valdemar Birgersson.
Muy poco se sabe de ella. Se dice que era una mujer muy bella pero ambiciosa, de lengua afilada, interesada en la política y en el ajedrez.  También se cuenta que influyó en los desencuentros entre el rey y sus hermanos, los príncipes Magnus y Erik.
Las fuentes antiguas hablan de que Sofía tenía factorías de pescado en lo que actualmente es la ciudad de Norrköping, y que donaba salmón al convento de San Olaf en Skänninge. En sus cartas de donación al convento se menciona por vez primera el nombre de Nörrköping (Norkøponge).
En 1277, Valdemar abdicó en favor de su hermano, y se instaló en Dinamarca, mientras que Sofía permaneció en Suecia. Desde entonces vivieron vidas separadas.